# Catello Amarante (canottiere 1990)
Catello Amarante, noto anche come Catello Amarante II (Castellammare di Stabia, 1º maggio 1990), è un canottiere italiano.

## Biografia
Ci si riferisce a lui come "Catello Amarante II" per distinguerlo dall'omonimo cugino canottiere "Catello Amarante I", nato nel 1979.
Ai campionati europei di canottaggio di Lucerna 2019 ha vinto la medaglia d'oro nel 4 di coppia pesi leggeri, gareggiando coi connazionali Gabriel Soares, Alfonso Scalzone e Lorenzo Fontana.
Agli europei di Poznań 2020 ha vinto il terzo titolo continentale con Gabriel Soares, Patrick Rocek e Antonio Vicino.

## Palmarès
- Campionati del mondo di canottaggio

Linz 2008: quinto posto 4con junior.
Brest 2010: argento 4senza pesi leggeri U23.
Amsterdam 2011: oro 4senza pesi leggeri U23.
Plovdiv 2012: argento nell'8 pesi leggeri.
Chungju 2013: argento nell'8 pesi leggeri.
Rotterdam 2016: ottavo 4 di coppia pesi leggeri.
Sarasota 2017: quarto 4 di coppia pesi leggeri.
Plovdiv 2018: argento nel 4 di coppia pesi leggeri.
Linz-Ottensheim 2019: argento nel 4 di coppia pesi leggeri.
- Campionati europei di canottaggio

Račice 2017: argento nel 4 senza pesi leggeri.
Glasgow 2018: oro nel 4 di coppia pesi leggeri.
Lucerna 2019: oro nel 4 di coppia pesi leggeri.
Poznań 2020: oro nel 4 di coppia pesi leggeri.